# Возрицы

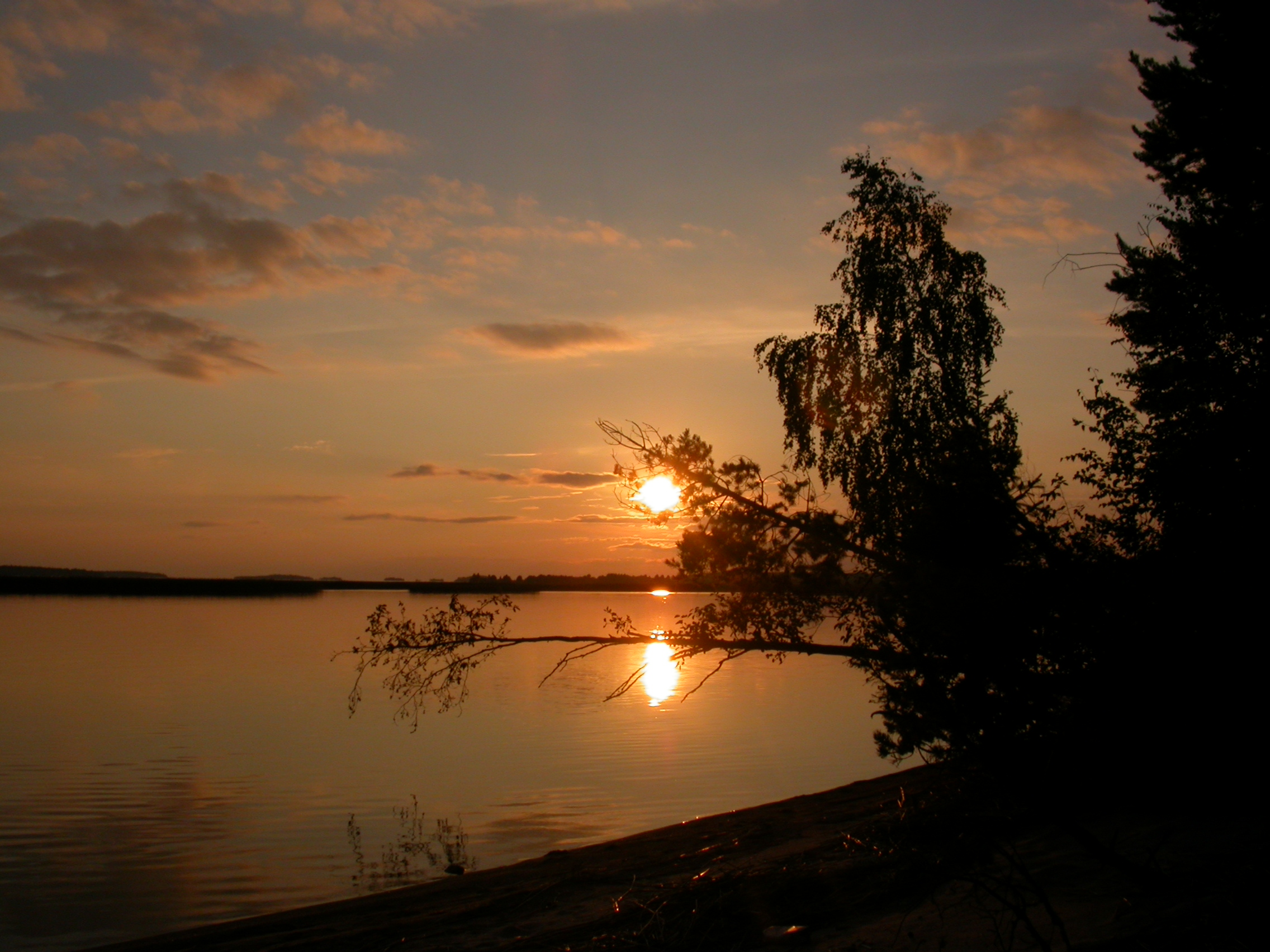
Возрицы, закат над Онего

Во́зрицы — посёлок в составе Чёлмужского сельского поселения Медвежьегорского района Республики Карелия.

## Общие сведения
Расположен на реке Возрица, вблизи северо-восточного побережья Онежского озера. На расстоянии 1 км от деревни находится полуостров под названием Куль-остров, который был островом, пока его не соединили с берегом дорогой из брёвен, по которой передвигались лесовозы. На Куль-острове ранее находился леспромхоз, в котором работало почти всё население деревни.

## Население
| 2002 | 2009 | 2010 | 2013 |
| ---- | ---- | ---- | ---- |
| 91   | ↘79  | ↘65  | ↘57  |

## Улицы
- ул. Лесная
- ул. Нагорная